# تپه مشت علی
تپه مشت علی مربوط به سده‌های میانه دوران‌های تاریخی پس از اسلام است و در شهرستان اراک، بخش مرکزی، دهستان امیریه، روستای میچان واقع شده و این اثر در تاریخ ۲۶ اسفند ۱۳۸۶ با شمارهٔ ثبت ۲۲۰۵۲ به‌عنوان یکی از آثار ملی ایران به ثبت رسیده است.